# العنف المنزلي في أستراليا
يعرف العنف المنزلي في أستراليا من خلال قانون الأسرة الصادر عام 1975. لكل ولاية وإقليم مجموعة قوانين خاصة بها، بعضها يوسع نطاق هذا المفهوم مع اختلاف في التسميات. يعتبر العنف المنزلي قضية مهمة تتعلق بالصحة العامة والرفاهية. ويؤثر على الأشخاص من جميع الأعمار والتركيبة السكانية، ولكنه يؤثر في الغالب على النساء والأطفال، مع وجود ثلاث مجموعات على وجه الخصوص معرضة للخطر: السكان الأصليون، والشباب، والحوامل.
يصعب استخراج الإحصائيات وتقييمها بسبب طريقة جمعها وحقيقة أن العديد من الحوادث لا يتم الإبلاغ عنها. لكن التقرير الصادر عن منظمة الصحة العالمية في عام 2018 ذكر أن واحدة من كل ست نساء وواحد من كل تسعة رجال تعرضوا للإيذاء الجسدي و / أو الجنسي قبل سن 15، وكشف مسح للبيانات من عام 2016 أن واحدة من كل ست نساء وواحد من كل 20 رجلاً تعرضوا لحادث عنف واحد على الأقل من شريك حالي أو سابق منذ سن 15 عامًا  (أو 23 في المائة من الرجال و 77 في المائة من النساء).
تسبب جريمة قتل لوك باتي على يد والده في فبراير 2014 والتي حظيت باهتمام عام كبير في إثارة لجنة ملكية لفحص العنف الأسري في فيكتوريا. صعدت والدته (روزي باتي أو) إلى الشهرة الوطنية من خلال عملها الدعوي وكان لها تأثير كبير على المواقف العامة الوطنية والعمل الخيري والبرامج الحكومية والتمويل وخدمات الدعم والشرطة والإجراءات القانونية المتعلقة بالعنف المنزلي في أستراليا. في عام 2020 ، قُتلت هانا كلارك وأطفالها في كوينزلاند على يد زوجها المنفصل عنها وكان ذلك حدثًا بارزًا آخر.

## تعريف
في أستراليا يطلق العنف المنزلي طبقا لقانون الأسرة 1975م على أي تصرف عنيف أو مهدد، أو أي سلوك آخر من قبل شخص يكره أو يتحكم في شخص داخل أسرته، أو يسبب الخوف لفرد من أفراد العائلة.
يشير هذا القانون إلى التصرفات العنيفة التي تدور بين أشخاص كانت أو لا تزال بينهم علاقة حميمية داخل إطار منزلي. العنف المنزلي يشمل العنف بين الشركاء من كلا الجنسين، حتى داخل العلاقات المثلية، ويختلف مفهوم المصطلح قانونياً وتشريعياً من ولاية لأخرى، ويتم توسيع نطاق العنف المنزلي في بعض الولايات، (مثل ولاية فيكتوريا التي تعتبر العنف في أي علاقة تشبه العائلة عنف منزلي).
تختلف أسماء العنف الأسري في أستراليا، حيث تختار الولايات تسمياتها بشكل مختلف على هذا النحو، حيث تطلق عليه عدة أسماء منها «العنف المنزلي»، «العنف الأسري»، «العنف المنزلي والعائلي» و «الإعتداء المنزلي».
وكشفت دراسة استقصائية لبيانات العنف المنزلي في أستراليا أن 1 من كل 3 نساء و1 من كل 5 رجال قد تعرضوا لواقعة واحدة على الأقل من العنف من شريك حالي أو سابق منذ عمر 15 عامًا.
في المتوسط بين عامي 2010م و 2012م يموت ذكر كل 10 أيام نتيجة للعنف الأسري،  أي مجموع 75 رجل خلال هذه الفترة، بينما في عام 2015م مثلت الإناث ما يقارب من ثلثي (65٪) جميع ضحايا جرائم القتل ذات صلة بالعنف الأسري والمنزلي في أستراليا في عام 2015م (103 ضحية).
بين عامي 2014م و 2016م تم الإبلاغ عن تسجيل 264,028 حادثة عنف منزلي. رغم ذلك كشفت البيانات الصادرة عن مكتب الإحصاءات الأسترالي أن 80٪ من النساء و 95٪ من الرجال الذين عانوا من العنف من شريك حالي لم يتصلوا بالشرطة، كان السبب الأكثر شيوعاً لعدم الإبلاغ هو الخوف من الإنتقام أو المزيد من العنف من الشريك الحالي، وبين عامي 2014م و 2015م تم نقل 2,800 امرأة و560 رجل إلى المستشفى بعد تعرضهم للاعتداء من جانب الزوج أو الشريك.
وكشف بحث نشر في ملبورن في عام 2016م أنه من أصل 121,251 حادثة عنف منزلي سجلت على مدى عامين، أكثر من 21٪ شملت على استخدام الكحول من أحد أو كلى الطرفين.
كشف تقرير مهم صادر عن المعهد الأسترالي للصحة والرعاية الإجتماعية في عام 2018 أن 1 من كل 6 نساء (حوالي 1.5 مليون) و 1 من كل 9 (حوالي 992,000 رجل) تعرضوا للإعتداء الجسدي /أو الجنسي قبل أن يبلغوا 15 عامًا، نفس التقرير ذكر أن 72,000 امرأة و 34,000 طفل و 9,000 رجل استخدموا خدمات التشرد في 2016-2017 بسبب العنف المنزلي.